# Fay-aux-Loges
Fay-aux-Loges település Franciaországban, Loiret megyében. Lakosainak száma 3846 fő (2022. január 1.). Fay-aux-Loges Traînou, Donnery, Saint-Denis-de-l’Hôtel, Sully-la-Chapelle és Vitry-aux-Loges községekkel határos.

## Népesség
A település népességének változása:
| Lakosok száma | 1635 | 2135 | 2597 | 3104 | 3557 | 3691 | 3756 | 3754 | 3792 | 3846 |
|               | 1968 | 1982 | 1990 | 2006 | 2013 | 2015 | 2017 | 2019 | 2020 | 2022 |